# 1322년

## 연호
- 원(元) 지치(至治) 2년
- 일본(日本) 겐코(元亨) 2년
- 쩐 왕조(陳朝) 다이카인(大慶) 9년

## 기년
- 원(元) 영종(英宗) 2년
- 고려(高麗) 충숙왕(忠肅王) 9년
- 쩐 왕조(陳朝) 명종(明宗) 9년

## 탄생
- 1월 11일 - 일본 남북조 시대 북조의 제2대 천황 고묘 천황 (~1380년)

### 미상
- 고려 말 조선 초의 문관 권중화(權仲和). (~1408년)
- 고려 말 조선 초의 문신 변옥란(卞玉蘭). (∼1395년)

## 사망
- 6월 12일 - 고려의 무신 배정지(裵廷芝). (1259년~)

### 미상
- 고려의 송영(宋英).
- 고려의 조련.